# Alois Hitler
Alois Hitler (nacido Alois Schicklgruber; Strones, Baja Austria, 7 de junio de 1837-Leonding, cerca de Linz, 3 de enero de 1903) fue un funcionario de aduanas austríaco, conocido por ser el padre de Adolf Hitler.
El 7 de enero de 1885, contrajo matrimonio con su sobrina o sobrina segunda (dependiendo de a quién se considere su padre legítimo) Klara Pölzl, con quien tuvo seis hijos, de los cuales sólo dos de ellos llegaron a la edad adulta: Adolf y Paula Hitler.

## Primeros años
Nacido Alois Schicklgruber, en el pueblo de Strones en Waldviertel, una zona de colinas boscosas en el noroeste de Baja Austria, al norte de Viena, como hijo de una campesina soltera de 42 años de edad, Maria Anna Schicklgruber, cuya familia había vivido en esa zona por generaciones. Después de haber sido bautizado en la cercana aldea de Döllersheim, el espacio para el nombre de su padre en el certificado de bautismo se dejó en blanco y el sacerdote escribió Ilegítimo. Alois fue cuidadosamente criado por su madre en una casa que compartía en Strones con su anciano padre, Johannes Schicklgruber.
Algún tiempo después, Johann Georg Hiedler fue a vivir con los Schicklgrubers y contraería matrimonio con María cuando Alois tenía 5 años. A la edad de 10 años, Alois había sido enviado a vivir con el hermano de Hiedler, Johann Nepomuk Hüttler, que era dueño de una granja en la cercana aldea de Spital. Alois asistió a la escuela primaria y tomó clases en la fabricación de zapatos de un local de zapatero. Cuando tenía 13 años, salió de la granja en Spital y se fue a Viena como un aprendiz de zapatería, trabajando allí durante unos cinco años. En respuesta a una campaña de reclutamiento de la oferta de empleo en el gobierno de Austria en la administración pública a las personas de las zonas rurales, Alois se unió a los guardias fronterizos (Aduanas de servicio) del Ministerio de Hacienda austríaca en 1855, a la edad de 18 años.

## Avances en su carrera

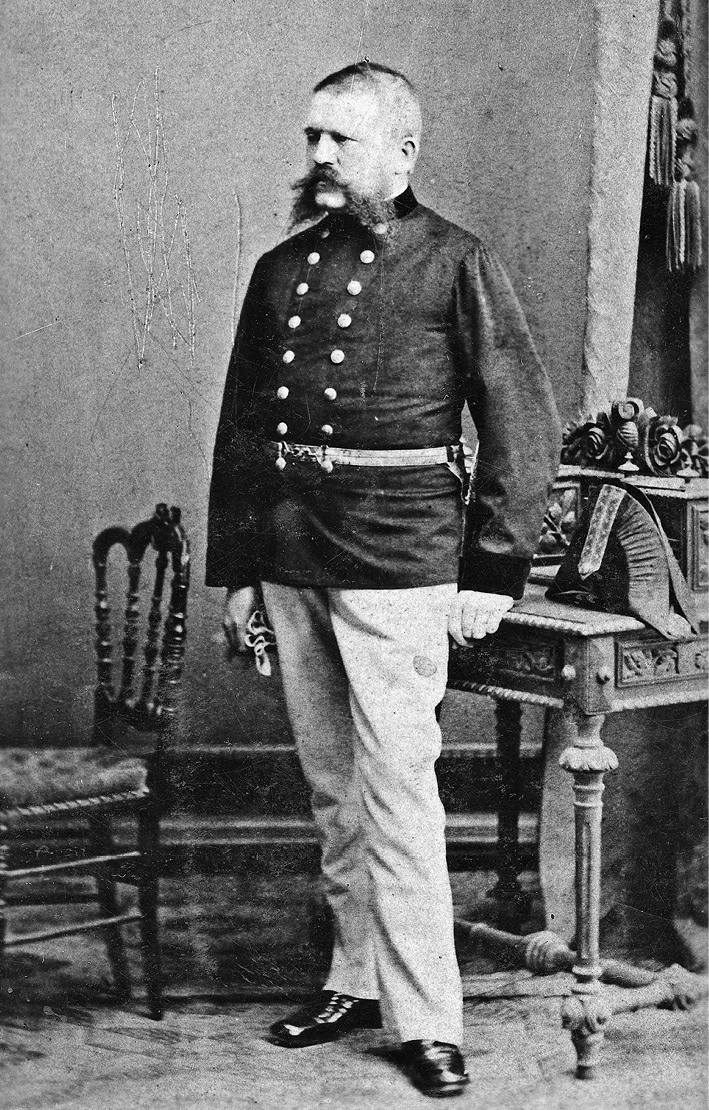
Una fotografía de Alois Hitler en uniforme. Siempre llevaba puesto su uniforme e insistía en que lo llamaran Herr Oberoffizial Hitler.

Alois Schicklgruber realizó un constante progreso en la profesión semimilitar de funcionario de aduanas, un trabajo que implicaba frecuentes reasignaciones, y sirvió en una variedad de lugares a través de Austria. En 1860, después de cinco años de servicio, alcanzó el rango de Finanzwach Oberaufseher (Suboficial). En 1864, tras un entrenamiento especial y algunos exámenes, había avanzado notablemente y estaba sirviendo en Linz. Más tarde, se convirtió en inspector de aduanas en Braunau am Inn en 1875. Aun así, no podía ascender más en su carrera funcionarial, ya que carecía de los grados escolares y académicos exigidos.

## Cambio de apellido
Como joven funcionario de aduanas, utilizó su apellido de nacimiento Schicklgruber, pero a mediados de 1876, a los 39 años y bien establecido en su carrera, pidió permiso para usar el de su padrastro. Se presentó ante un párroco en Döllersheim y afirmó que su padre era Johann Georg Hiedler, quien se había casado con su madre y ahora quería legitimar su apellido paterno. Tres familiares aparecieron con él en calidad de testigos, uno de ellos fue Johann Nepomuk Hüttler, el hijo legal. El sacerdote accedió a modificar los registros, las autoridades civiles procesaron automáticamente la decisión de la Iglesia, y Alois Schicklgruber tenía un nuevo apellido. El cambio oficial, registrado en la oficina del gobierno en Mistelbach en 1877 lo transformó en «Alois Hitler». No se sabe quién decidió sobre la ortografía de Hitler en lugar de Hiedler.
Se afirma que Alois Schicklgruber admitió abiertamente haber nacido fuera del matrimonio antes y después del cambio de apellido. Alois puede haber sido influenciado para cambiar su nombre por razones de conveniencia legal. El historiador Werner Maser afirma que en 1876, Franz Schicklgruber, el administrador de la finca de la madre de Alois, le transfirió una importante suma de dinero, 230 florines. Supuestamente, Johann Georg Hiedler cedió en su lecho de muerte y dejó una herencia a su hijo ilegítimo (Alois), junto con su apellido. Algunos Schicklgrubers permanecieron en Waldviertel.

## Padre biológico
Los historiadores han analizado a tres candidatos como el padre biológico de Alois: Johann Georg Hiedler, Johann Nepomuk Hüttler y Leopold Frankenberger. En este último caso, Hitler descendería de una supuesta familia judía. La mayoría de los historiadores, sin embargo, están convencidos de que el padre de Alois fue Johann Georg Hiedler, quien era su padrastro y después de su muerte cedió legalmente su apellido.[cita requerida]

## Matrimonios e hijos
Matrimonios:
- Anna Glassl

(1873-1883,sep.1880),
- Franziska Matzelberger

(1883-1884) y
- Klara Pölzl

(1885-1903)
Hijos:	
- Alois Hitler Jr. (1882-1956)
- Angela Hitler (1883-1949)
- Gustav Hitler (1885-1887)
- Ida Hitler (1886-1888)
- Otto Hitler (1887-1887)
- Adolf Hitler (1889-1945)
- Edmund Hitler (1894-1900)
- Paula Hitler (1896-1960)

## Jubilación
En febrero de 1895, Alois compró una parcela de 3,6 hectáreas (36.000 m²) en Hafeld, cerca de Lambach, aproximadamente a 30 millas (48 km) al suroeste de Linz. La finca se llamaba Gut Rauscher. Se mudó con su familia a la granja y se retiró el 25 de junio de ese mismo año, a la edad de 58 años, tras 40 años en el servicio de aduanas. Encontró difícil la agricultura, perdió dinero y se redujo el valor de la propiedad.

## Muerte

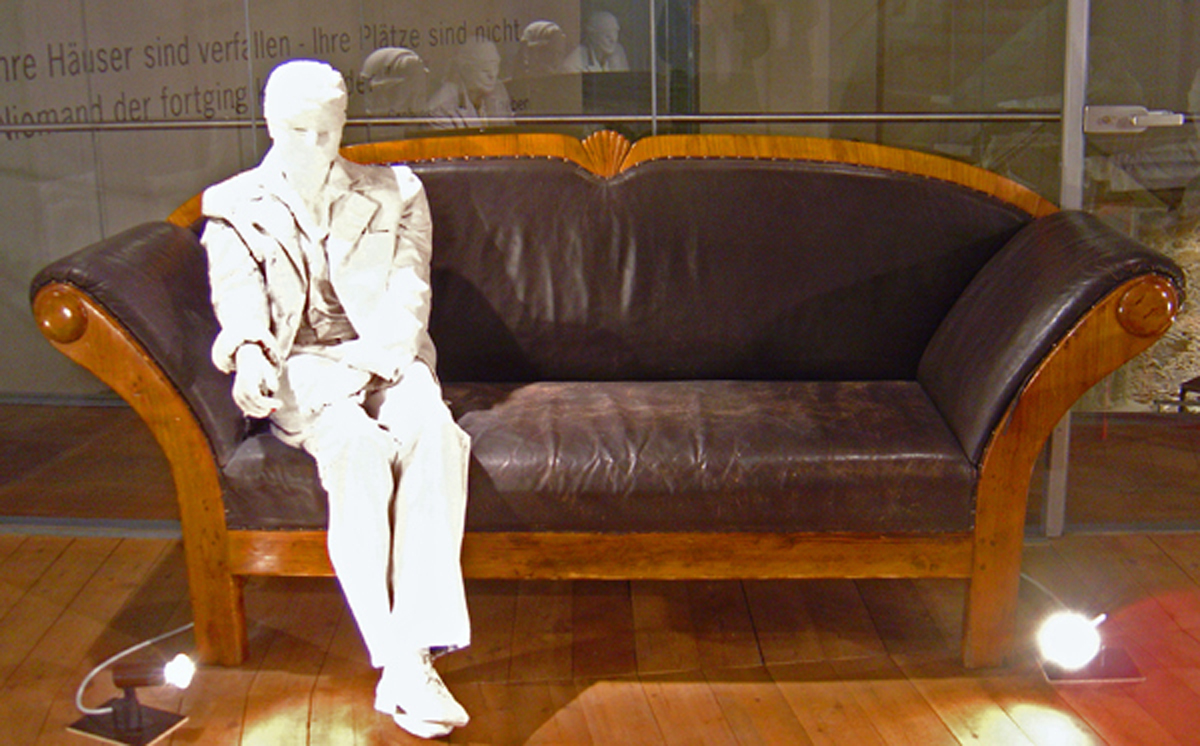
El sillón donde Alois falleció.

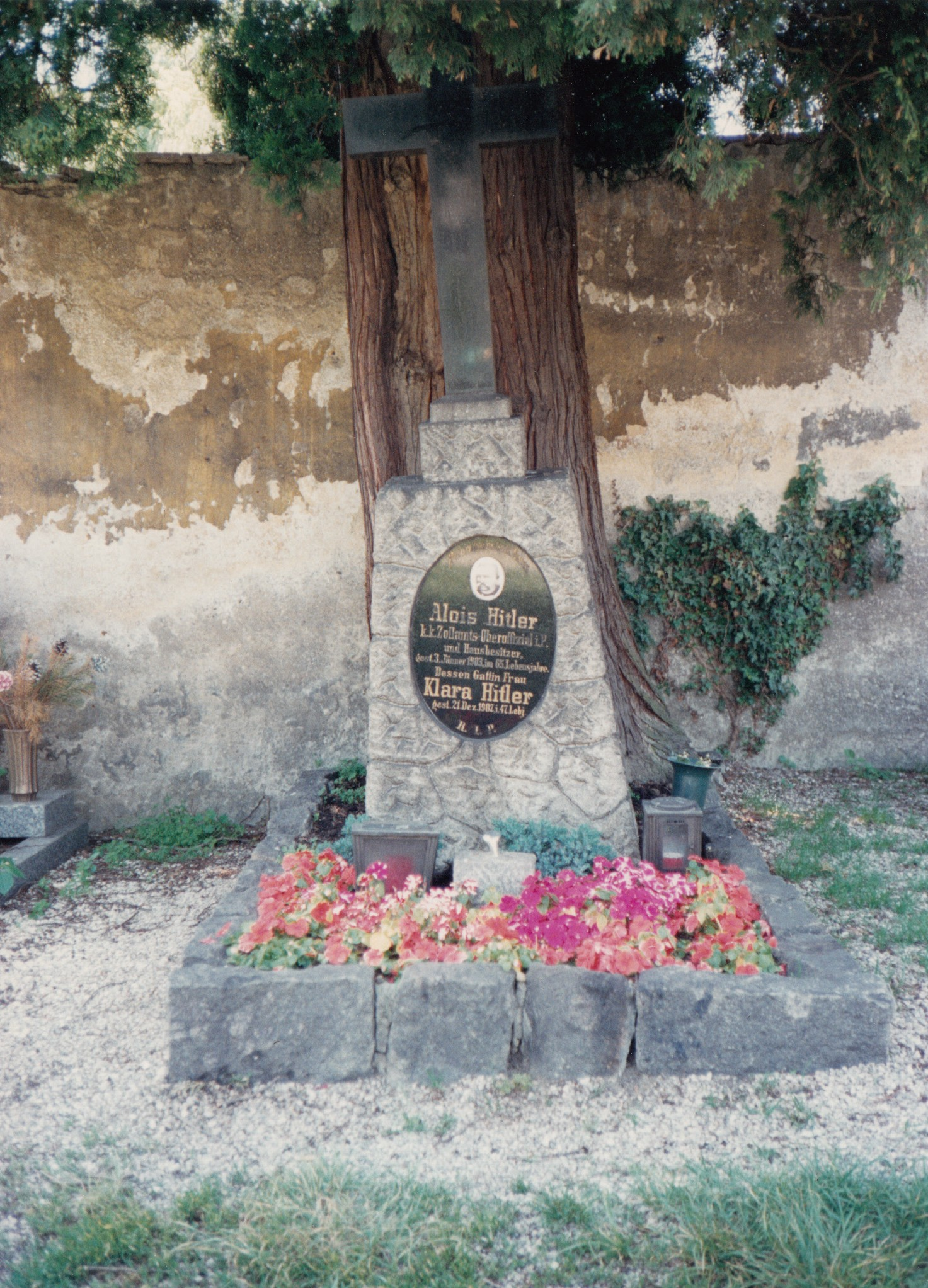
La tumba de Alois y Klara Hitler en Leonding.

En la mañana del 3 de enero de 1903, Alois se dirigió a la Gasthaus Wiesinger como usualmente lo hacía para beber su copa matutina de vino. Se dispuso a leer el periódico, y allí sufrió un colapso. Fue llevado a la habitación adyacente, a la que acudió un médico, demasiado tarde, pues Alois Hitler ya había fallecido, probablemente de un derrame pleural, a los 65 años.
En marzo de 2012, con el permiso de Kurt Pittertschatscher, sacerdote de la iglesia, la lápida de la tumba de Alois Hitler y la de su esposa Klara, en el cementerio de la ciudad en Leonding, fue removida por una anciana pariente de la primera esposa de Alois.